# Mills Lane
Mills Bee Lane (Savannah, 12 novembre 1937 – Reno, 6 dicembre 2022) è stato un personaggio televisivo, arbitro di pugilato e giurista statunitense.
Mill Bene Lane era noto per aver arbitrato diversi importanti incontri di pugilato negli anni '70 - '90 e per la sua recitazione nel programma televisivo esclusivo Judge Mills Lane.
Il 9 giugno 2013 è stato inserito nella International Boxing Hall of Fame e, il 10 agosto dello stesso anno, nella Nevada Boxing Hall of Fame. 

## Biografia
Lane nacque a Savannah, Georgia, il 12 novembre 1937. Dopo il diploma alla Middlesex School, entrò a far parte del Corpo dei Marines degli Stati Uniti nel 1956. Successivamente, si iscrisse all'Università del Nevada ove si laureò in economia nel 1963. Frequentò poi l'Università dello Utah, laureandosi in legge nel 1970.

## Carriera
Lane arbitrò il suo primo incontro di boxe nel campionato del mondo nel 1971, quando Betulio González pareggiò quindici round con Erbito Salavarria per il titolo WBC dei pesi mosca. Lane è diventato un nome conosciuto negli Stati Uniti la notte in cui ha arbitrato la rivincita "The Bite Fight" tra il campione del mondo dei pesi massimi Evander Holyfield e lo sfidante Mike Tyson il 28 giugno 1997.
Meno di tre settimane dopo, arbitrò l'incontro tra Lennox Lewis e Henry Akinwande. Proprio come il precedente Tyson contro Holyfield, il match si concluse con una squalifica quando Akinwande ricorse a tattiche illegali, ignorando i ripetuti avvertimenti di Lane.
Dopo il combattimento tra Thomas Hearns e Jay Snyder il 6 novembre 1998, Lane si ritirò dall'attività di arbitro di boxe.

## Carriera televisiva
Lane ha presieduto lo spettacolo Judge Mills Lane. Il programma è durato tre stagioni, dal 1998 al 2001. Oltre a questo spettacolo, i produttori di Celebrity Deathmatch di MTV gli hanno chiesto di poter usare la sua persona e la sua voce nel loro spettacolo nel ruolo di arbitro. Lane ha accettato l'offerta ed è diventato un personaggio di MTV. Come arbitro, dava il via agli incontri con l'esclamazione "Let's get it on!", che divenne il suo tormentone.
Lane è apparso nell'episodio del 16 novembre 1998 di WWE Raw: ha preso una decisione in merito a una controversia contrattuale tra Steve Austin e la famiglia McMahon.
La città natale di Lane, Reno, ha proclamato il 27 dicembre il "Mills Lane Day'".
Lane è morto a Reno, Nevada, il 6 dicembre 2022 all'età di 85 anni.